# Солоне (гміна Дубецько)
Солоне (пол. Słonne) — село в Польщі, у гміні Дубецько Перемишльського повіту Підкарпатського воєводства.
Населення — 168 осіб (2011).

## Географія
Село розташоване на відстані 6 кілометри на північний захід від центру гміни села Дубецько, 32 кілометри на захід від центру повіту міста Перемишля і 31 кілометр на південний схід від центру воєводства — міста Ряшіва.

## Історія
Після захоплення цих земель Польщею в 1340–1772 роках Солоне входило до складу Сяноцької землі Руського воєводства Королівства Польського, село належало Красицьким.
В 1772 році внаслідок першого поділу Польщі село відійшло до імперії Габсбургів і ввійшло до складу австрійської провінції Галичина.
У 1831 р. у Солоному налічувалось 205 греко-католиків парафії Дубецько Бірчанського деканату Перемишльської єпархії.
Відповідно до «Географічного словника Королівства Польського» в 1889 р. Солоне знаходилось у Бжозовському повіті Королівства Галичини та Володимирії Австро-Угорщини, були 210 мешканців, причому помилково вказали 180 римо-католиків і 30 греко-католиків, хоча за шематизмом того року в селі було 200 греко-католиків, які належали до парафії Руське Село Бірчанського деканату Перемишльської єпархії; та й автори цього ж словника трьома роками раніше налічували в селі 35 будинків і 205 мешканців (188 греко-католиків, 13 римо-католиків і 4 юдеї).
Після розпаду Австро-Угорщини і утворення Другої Речі Посполитої це населене українцями село Надсяння окупувала Польща. Входило до Перемишльського повіту Львівського воєводства, у 1934-1939 рр. — у складі ґміни Дубецько.
У 1939 р. налічувалось 190 греко-католиків, які належали до парафії Дубецько Порохницького деканату Перемишльської єпархії.
В липні 1944 року радянські війська оволоділи селом. Радянські окупанти насильно мобілізували чоловіків у Червону армію. За Люблінською угодою від 9 вересня 1944 року село опинилося по польському боці розмежування лінії Керзона, у так званому Закерзонні. Польським військом і бандами цивільних поляків почались пограбування і вбивства, у 1945 р. банда польських шовіністів (командир — Роман Кісєль «Семп») вбила в селі щонайменше 16 українців. Українців у 1945 р. добровільно-примусово виселяли в СРСР. Решту українців у 1947 році в етнічній чистці під час проведення Операції «Вісла» було виселено на понімецькі землі у західній та північній частині польської держави, що до 1945 належали Німеччині.
У 1975-1998 роках село належало до Перемишльського воєводства.

## Демографія
Демографічна структура станом на 31 березня 2011 року:
|          | Загалом | Допрацездатний вік | Працездатний вік | Постпрацездатний вік |
| -------- | ------- | ------------------ | ---------------- | -------------------- |
| Чоловіки | 68      | 12                 | 46               | 10                   |
| Жінки    | 100     | 26                 | 49               | 25                   |
| Разом    | 168     | 38                 | 95               | 35                   |